# Fairey Fulmar
Фері Фулмар (англ. Fairey Fulmar) — британський палубний одномоторний винищувач-моноплан, що перебував на озброєнні військово-повітряних сил ВМФ Британії на початковій фазі Другої світової війни. Компанія Fairey Aviation Company побудувала 600 одиниць цих літаків з січня 1940 до грудня 1942 року. Проект розроблявся на основі Fairey P.4/34, який у свою чергу був подальшим розвитком легкого бомбардувальника Fairey Battle. Незважаючи на високу надійність і простоту конструкції, непогані тактико-технічні характеристики, велику дальність польоту та потужне озброєння «Фулмар» не зарекомендував себе в боях та битвах світової війни та вже в середині 1942 року почав замінюватися на більш сучасні версії палубних винищувачів Supermarine Seafire та Grumman Martlet.

## Історія створення

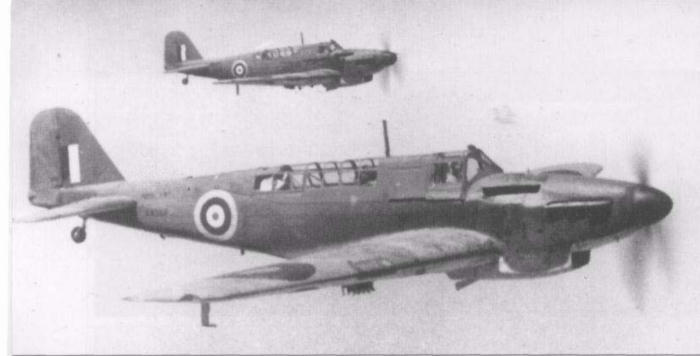
Пара винищувача «Фулмар» Mk. I у небі над Середземним морем. 1941

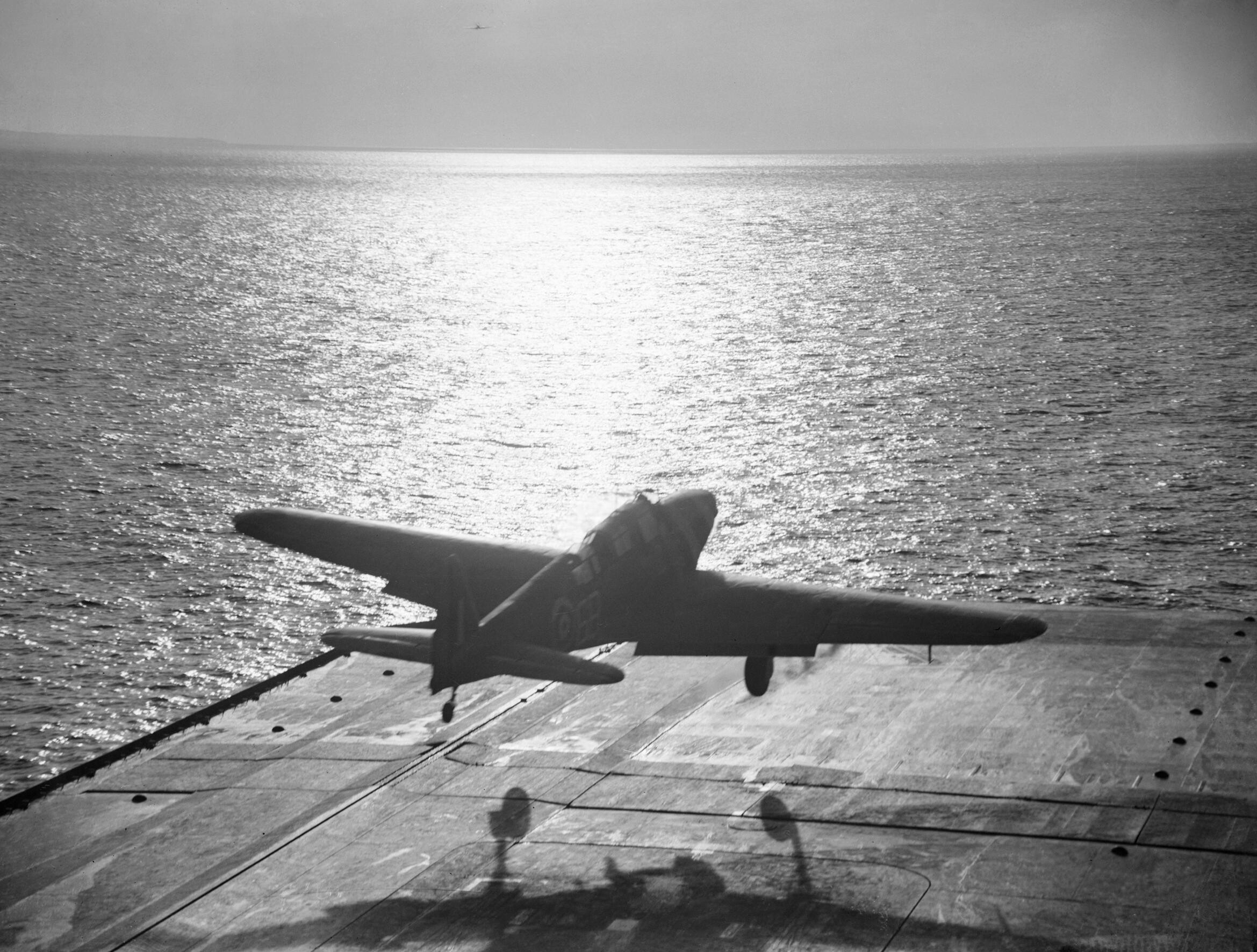
«Фулмар» Mk. I злітає з палуби авіаносця «Вікторіес»

13 січня 1937 року здійснили свій перший політ два прототипи легкого бомбардувальника за специфікацією P.4/34 фірми «Фері» і, хоча, цей проект програв конкуренту Hawker Henley, його було вирішено використати для створення палубного винищувача за специфікацією O.8/38. Fairey P.4/34 був менше і легше, ніж сучасний йому «Беттл», а також посилений для можливості бомбардування з піке, тому використання його як бази для винищувача для флоту було виправдане. Згідно з тогочасними уявленнями Адміралтейства палубний літак повинен був бути двомісним, оскільки другий член екіпажу, виконував функції штурмана і радиста, мав підтримувати постійний радіо- і навігаційний контакт з авіаносцем і забезпечити повернення літака на нього у складних погодних умовах. Це вимагало більші розміри і вагу, порівняно з наземними винищувачами, які краще відповідали легким бомбардувальникам того часу.
Відразу після отримання нових вимог, компанія «Фері» почала модифікувати другий прототип P.4/34 і вже за сім тижнів, 16 березня 1938 року, сповістила Адміралтейство, що модифікований варіант задовольняє вимогам. Початкове замовлення на літак, який згодом отримав назву «Фулмар», склало 127 літаків, але після Мюнхенської угоди в вересні 1938 року замовлення збільшили до 250. Проте на той момент виробництво ще не почалось, оскільки компанія «Фері» ще зводила нову виробничу лінію в Стокпорті.
P.4/34 оснащувався двигунами «Мерлін» II фірми «Роллс-Ройс» на 1030 к. с. (768 кВт), а винищувальна модифікація — мотором «Мерлін» RM3M, який був модифікованим «Мерліном» II із компресором, що зберігав максимальну потужність до висоти 2300 м. Нові літаки — «Фулмари» Mk I планувалося оснащувати двигунами 1080 к. с. (805 кВт) «Мерлін» VIII, хоча перший прототип отримав модифікований «Мерлін» III. Окрім двигуна головний конструктор літака Марсель Лобелл полегшив конструкцію, додав необхідне палубне обладнання: гальмівний гак, вузли кріплення тросів катапульти, крила зробив складними й встановив комплект засобів порятунку, включаючи надувний човен. Переробки конструкції тривали досить довго та навіть були на певний час припинені, оскільки Лобелл був заклопотаний проектуванням «Альбакором» і «Барракудою», тому літак був готовий тільки на початку 1940 року.
4 квітня 1940 року вперше з аеродрому Рінгве поблизу Манчестера, злетів прототип пілотований шеф-пілотом фірми Дунканом Мензісом. Новий винищувач мав надзвичайно привабливий силует і при заводських випробуваннях показав хорошу керованість, особливо на малих швидкостях, і значну тривалість польоту. Хоча виникли деякі побоювання щодо недостатньої максимальної швидкості польоту, та й швидкопідйомність була не найкращою. Тим не менш він перевершував всі наявні палубні винищувачі, і за багатьма параметрами переважав наземні винищувачі. 6 квітня 1940 року злетів другий прототип вже з мотором «Мерлін» VIII злітною потужністю 1 080 к. с. Обидва літаки зазнали офіційних флотських випробувань в Експериментальному центрі у Боскомб Даун, а потім їх перевели на авіаносець «Ілластріас» для морських іспитів.
У квітні 1940 року почалося серійне виробництво «Фулмарів» Mk.I, у травні було випущено 6, у червні 12, у липні — 10, а в серпні вже 25 літаків. Винищувачів марки «Фулмар» Mk.I з мотором «Мерлін» VIII було збудовано 250 штук. Наприкінці 1940 року на 155-й серійний літак був встановлений більш потужний двигун «Мерлін» 30 потужністю 1300 к. с. Цей літак, як прототип варіанта Mk.II був випробуваний у квітні 1941 року. Влітку 1941 року на «Фулмари» Mk.II встановили чотири 12,7-мм великокаліберні кулемети «Браунінг» з боєзапасом по 370 набоїв на ствол. Окрім нового двигуна літак отримав новий пропелер, обладнання для роботи в гарячому кліматі і ряд інших покращень.
«Фулмарів» Mk.II було побудовано всього 350 штук, тому що приріст потужності силової установки не приніс суттєвого поліпшення характеристик. Максимальна швидкість на оптимальній висоті виросла всього на 12 км/год (до 424 км/год), швидкопідйомність у землі до 7,8 м/с, максимальна дальність при вищій крейсерській швидкості 313 км/год навіть впала до 1 248 км. Єдиним справді вагомим покращенням було збільшення швидкості набору висоти: нова модифікація піднімалась на 4570 м за 12 хвилин, проти 15 хвилин Mk.I. У лютому 1943 року, літаком з серійним номером DR749, виробництво «Фулмарів» Mk.I і Mk.II, після побудови 600 екземплярів, завершилося.
В 1941 році, після декількох нічних нальотів італійських торпедоносців на Середземноморський Флот почались роботи над модифікацією «Фулмара» для ролі нічного винищувача. Спочатку на один «Фулмар» Mk.II було поставлено радар AI Mk. IV, але через погані результати випробувань довелось використати AI Mk. X, які теж суттєво погіршували швидкість літака.

## Модифікації
- Mk.I — перша серійна партія винищувачів «Фулмар», оснащених поршневими двигунами марки Rolls-Royce Merlin VIII (1035 к. с.); озброєння — 8 × 7,7-мм авіаційні кулемети М1919 (750 набоїв на ствол). Побудовано 250 літаків цієї модифікації.
- Mk.II — модернізована версія «Фулмара», оснащувалася поршневими двигунами марки Rolls-Royce Merlin XXX (1300 к. с.) з новими пропелерами та додатковим тропічним обладнанням; озброєння — 8 × 7,7-мм авіаційні кулемети М1919 Mk.II (1000 набоїв на ствол) або 4 × 12,7-мм великокаліберних кулеметів AN/M2 (170 набоїв на ствол[а 2]). Побудовано 350 літаків цієї модифікації, деякі переформатовані на нічні винищувачі.
- NF Mk.II — нічний винищувач на основі Mk.II з радаром AI Mk. IV (1 екземпляр) або AI Mk.X (решта); озброєння — 4 × 12,7-мм великокаліберних кулеметів AN/M2 (50 одиниць) або 8 × 7,7-мм авіаційні кулемети .303 Browning Mk.II (близько 100 одиниць).

## Історія використання
У червні 1940 року першими отримала «Фулмари» 808-а ескадрилья палубної авіації, яка після наземного ознайомлення перебазувалась на авіаносець «Арк Роял». У липні 806-а ескадрилья отримала 12 «Фулмарів» для заміни своїх «Скуа» і «Років», а наступною і останньою ескадрильєю, що отримала нові літаки, в 1940 році стала 807-а. Зі збільшенням виробництва росло і число сформованих або переоснащених ескадрилей: п'ять в 1941 році й шість у 1942 році, але в 1943 «Фулмар» почав замінюватися на «Сіфайр». Останній з побудованих «Фулмарів» поставили авіації Королівського флоту в лютому 1943 року.
Пізніше близько 100 «Фулмарів» Mk II переобладнали на нічні винищувачі, але через не надто гарні характеристики приблизно половина з них ніколи не використовувались на фронті, а тільки як навчальні. Установка нового, легшого, високочастотного радіообладнання дозволила на початку 1942 року ефективно використовувати «Фулмари» як далекі розвідники в Індійському океані.
З моменту надходження до ладу, винищувачі «Фулмари» неодмінно залучалися до проведення повітряного прикриття дій ударних угруповань флоту. Однією з найвідоміших операцій, де застосовувалися ці палубні літаки став напад британського флоту на окуповані німцями Петсамо і Кіркенес.
23 липня 1941 року авіаносці «Фьюріес» і «Вікторіес», 2 важких крейсери і 6 есмінців залишили Скапа-Флоу і попрямували на північ. Німецький розвідувальний літак виявив британське з'єднання, і найважливіший елемент раптовості був загублений. Ніяких німецьких транспортів виявити не вдалося, тому авіаносці підняли 15 винищувачів «Фулмар», 29 «Альбакорів» і 9 «Сордфішів», озброєних бомбами, для атаки портових споруд Петсамо і Кіркенеса. Німецькі винищувачі і зенітні гармати негайно організували відсіч нападу. Більше половини з 22 «Альбакорів» «Вікторіес» були збиті над Кіркенесом. Британцям вдалося пошкодити портові споруди, а «Фулмари» збили 4 винищувачі Ме-109. Наліт обійшовся занадто дорого для союзників, і більше таких ризикованих операцій не проводили.
Протягом усієї своєї кар'єри «Фулмар», як і багато інших літаків, піддавався модифікаціям. Запас патронів збільшився з 750 до 1000 штук на ствол (утричі більше, ніж у «Харрікейна»); пробували встановлювати 12,7-мм кулемети, замість стандартних 7,7-мм, досягнувши хороших результатів. Через відсутність захисного озброєння екіпажі самостійно оснащували літаки легкою стрілецькою зброєю, найчастіше пістолет-кулеметом «Томпсон», а в деяких випадках для захисту використовували нарізаний папір — який після викидання з кабіни розлітався врізнобіч і дезорієнтував переслідувача.
«Фулмар» також використовувався в експериментах з катапультування винищувачів з торговельних кораблів для захисту конвоїв. Така операція не передбачала повернення літака, а пілот мав катапультуватись чи приводнитись поблизу союзних кораблів. 11 січня 1941 року один «Фулмар» 807-ї ескадрильї був запущений таким чином з гідроавіаносця «Пегасус», але в цих операціях в основному використовували «Гаррікейни».
8 лютого 1945 року останній «Фулмар» Mk II з 813-ї ескадрильї закінчив свою фронтову кар'єру при посадці на авіаносець «Кампанья» — не зачепив посадковим гаком троси аерофінішерів і розбився на уламки при зіткненні з бар'єром безпеки.
Коли «Файрфлай» почав надходити на озброєння в 1943, «Фулмари» вже починали списуватися, останній екземпляр літав на фірмі «Фері» як зв'язковий літак, поки його не поставили на прикіл в експозиції Музею військової авіації флоту в Йовілтон.

## Тактико-технічні характеристики (Mk.I)
Дані з Consice Guide to British Aircraft of World War II

### Технічні характеристики
- Екіпаж: 2 особи
- Довжина: 12,24 м
- Висота: 4,27 м
- Розмах крила: 14,14 м
- Площа крила: 31,77 м ²
- Маса порожнього: 3955 кг
- Максимальна злітна маса: 4853 кг
- Двигун: Rolls-Royce Merlin VIII
- Потужність: 1080 к. с. (805 кВт.)

### Льотні характеристики
- Максимальна швидкість: 398 км/год на 2745 м.
- Час польоту: 4 години
- Практична стеля: 6555 м
- Час підйому на висоту 4570 м: 15 хв

### Озброєння
- Кулеметне:
  - 8 × 7,7-мм курсових кулеметів Browning М1919 в крилі